# صفيحة أمريكا الجنوبية

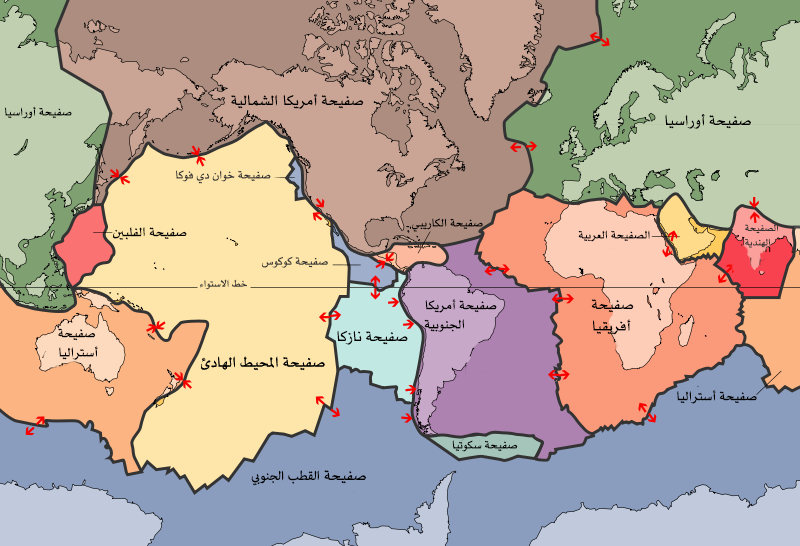
The South American plate, shown in purple

إن صفيحة أمريكا الجنوبية عبارة عن صفيحة تكتونية قارية تتضمن قارة أمريكا الجنوبية ومنطقة كبيرة من قاع المحيط الأطلسي بالجانب الشرقي من نتوء منتصف الأطلسي.
والجانب الشرقي عبارة عن حدود متباينة مع الصفيحة الإفريقية مما يشكل الجزء الجنوبي من نتوء منتصف الأطلسي. والجانب الجنوبي عبارة عن حدود معقدة مع صفيحة القطب الجنوبي وصفيحة سكوشا. أما الجانب الجنوبي فعبارة عن حدود متقاربة مع صفيحة نازكا المنخفضة. والجانب الشمالي عبارة عن حدود معقدة مع صفيحة الكاريبي والقشرة المحيطية من صفيحة أمريكا الشمالية. عند المفرق الثلاثي الشيلي في تاتيا وشبه جزيرة تريس مونتيس، يوجد نتوء محيطي وهو الارتفاع الشيلي، ينخفض تحت صفيحة أمريكا الشمالية.
تتحرك صفيحة أمريكا الشمالية وتنتقل إلى الجانب الغربي بعيدًا عن نتوء منتصف المحيط الأطلسي. تنخفض صفيحة ناتزكا المتحركة تجاه الشرق والأكثر كثافة تحت النتوء الجنوبي من صفيحة أمريكا الجنوبية طوال ساحل المحيط الهادئ من القارة بمعدل 77 ملليمتر كل عام. وهذا التعارض في الصفائح مسؤول عن رفع جبال الإنديز العملاقة ويتسبب في حدوث براكين تتناثر خلالها.